# 庫利基夫斯凱 (別爾江斯克區)
46°53′1″N 37°2′35″E / 46.88361°N 37.04306°E
庫利基夫斯凱（烏克蘭語：Куликівське）是位於烏克蘭東南部的村莊，由扎波羅熱州別爾江斯克區的奧西片科市鎮負責管轄。該村面積0.75平方公里，海拔高度33米，2001年人口62，人口密度每平方公里83.2人。